# Nigel Bond
Nigel Bond (Darley Dale, 15 novembre 1965) è un giocatore di snooker inglese, finalista al Campionato mondiale 1995 e vincitore di un solo titolo Ranking (il British Open nel 1996).

Professionista ininterrottamente dal 1989, Nigel Bond figura al 6º posto in questa speciale classifica, dietro ai connazionali Fred Davis (64 anni e 25 stagioni), Jimmy White (40), Steve Davis (38), Rex Williams (44 anni e 27 stagioni) e John Pulman (36 anni e 14 stagioni). Al 2020 è il secondo giocatore più anziano nel circuito dopo Jimmy White, nato nel 1962.
Dal 2016 si allena alla Victoria Snooker Academy di Sheffield.

## Carriera
Nigel Bond diventa professionista dopo aver vinto l'English Amateur Championship nel 1989 battendo Barry Pinches in finale.

### Stagione 1989-1990
Nella sua stagione d'esordio, l'inglese ottiene subito buoni risultati arrivando in semifinale all'International Open e ai quarti di finale allo European Open, dove viene rispettivamente eliminato dai futuri campioni del mondo Stephen Hendry e John Parrott.

### Stagione 1990-1991
Dopo essere partito al 38º posto nel Ranking, Bond raggiunge la sua prima finale in carriera al Grand Prix, battendo nel corso del torneo Steve Davis, Eddie Charlton, Willie Thorne, Neal Foulds e Jimmy White in semifinale per 9-8 al frame decisivo. In finale incontra Hendry e, dopo essere andato sotto 3-0, riesce vincere cinque frames consecutivi portandosi sul 3-5. Successivamente lo scozzese ne porta a casa sette e si aggiudica il trofeo con il punteggio di 10-5. Nel corso della stagione Bond raggiunge per tre volte i quarti, finendo la seconda annata al 21º posto in classifica.

### Stagione 1991-1992
Nel 1991-1992 l'inglese non va mai oltre le semifinali arrivandoci per ben quattro volte, compreso al Grand Prix dove era tenuto a difendere il titolo. Curiosamente ogni volta che arriva in semifinale in questa stagione, Bond prende sempre delle imbarcate: al Grand Prix viene battuto per 9-1 da Davis, al Welsh Open perde 6-1 contro Hendry, al Classic è ancora Steve Davis che lo travolge per 6-2 e allo Strachan Open viene sconfitto da James Wattana 9-5. A fine anno prende parte per la prima volta in carriera al Campionato del mondo, dove perde però al primo turno per mano di Alain Robidoux.

### Stagione 1992-1993
Nella stagione seguente Bond ottiene il suo primo successo da professionista, sconfiggendo Wattana nella finale della King's Cup. Successivamente, a febbraio, viene invitato al Masters dove esce al primo turno contro Steve Davis, poi per il secondo anno di fila figura a Sheffield per il Campionato mondiale. Dopo aver vinto contro Spencer Dunn e Gary Wilkinson, Bond perde ai quarti contro Hendry per 13-7.

### Stagione 1993-1994
In questa annata l'inglese conquista un'altra finale, al Pontins Professional, ma perde contro Ken Doherty. In seguito conquista una semifinale allo Scottish Masters e a fine stagione riconferma i quarti al Campionato mondiale, dove viene battuto di nuovo da Stephen Hendry.

### Stagione 1994-1995
Al termine di una stagione mediocre, in cui Bond arriva al massimo in semifinale allo European Open e perde molto spesso ai primi turni, l'inglese realizza un grande cammino al Crucible Theatre durante il Campionato del mondo. Dopo aver sconfitto Stephen Lee, Alan McManus, Gary Wilkinson ed Andy Hicks, Bond si ritrova come avversario per il terzo anno di fila Hendry, nella fase finale della competizione. Dopo un buon avvio, in cui l'inglese riesce ad andare avanti 3-1 e 4-2, il suo avversario gira completamente il match portandosi sul 14-5. Da lì in poi la sfida si incanala sempre di più a favore dello scozzese che vince 18-9 il suo quinto titolo in carriera e il quarto consecutivo.

### Stagione 1995-1996
Nella stagione 1995-1996 Bond porta a casa il suo primo titolo Ranking in carriera, battendo John Higgins 9-8 nella finale del British Open. Oltre a questo risultato, l'inglese vince anche la Red & White Challenge e arriva in finale al Thailand Classic, torneo valevole per la classifica, e al Pontins Professional. La sua esperienza di fine stagione al Campionato mondiale viene ancora una volta fermata da Hendry, che stavolta lo elimina in semifinale per 16-7.

### Stagione 1996-1997
Nel 1996-1997 Bond vince il Malta Grand Prix contro il giocatore di casa Tony Drago in finale, poi raggiunge e perde la finale del Thailand Masters e arriva in semifinale al Masters, venendo sconfitto da Ronnie O'Sullivan per 6-5.

### 1997-
Dopo aver vinto lo Scottish Masters nel 1997, Bond deve aspettare 14 anni per trionfare di nuovo in un torneo, arrivando a vincere a sorpresa lo Shoot-Out nel 2011. Nel frattempo l'inglese perde molte posizioni nel Ranking uscendo gradualmente tra i primi 16 e 32 del mondo. Nel 2006 Bond riesce finalmente a battere Stephen Hendry al Campionato del mondo, vincendo un rocambolesco frame decisivo all'ultima biglia nera. Tuttavia l'inglese viene eliminato al secondo turno da un altro scozzese, Graeme Dott, che sarebbe poi andato a vincere la competizione.
Dopo essersi iscritto al World Seniors Tour, Bond prende parte al World Seniors Championship tra il 2010 e il 2016, portando a casa l'edizione 2012.

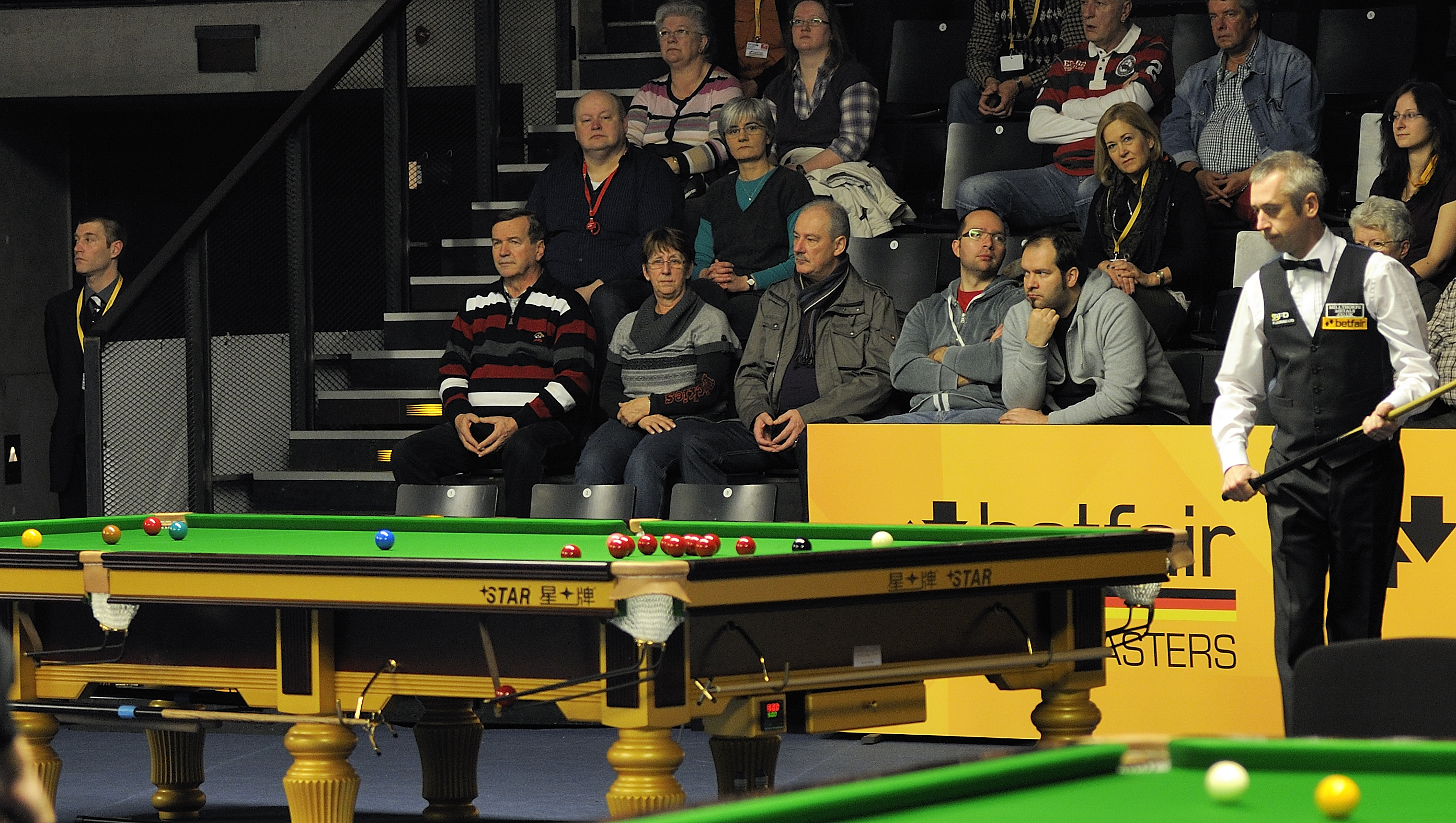
Bond nel 2013 al German Masters

Nel 2019 Bond stupisce gli addetti ai lavori allo UK Championship, arrivando senza problemi a battere anche il numero uno del mondo Judd Trump rimontando da 1-3 a 6-3. Successivamente riesce nell'impresa di vincere anche il match contro Gary Wilson risalendo dal 2-5 al 6-5. Il suo cammino da sogno viene interrotto da Mark Allen, che lo batte al frame decisivo per 6-5. Bond non arrivava ai quarti in questo torneo dal 2003.

## Ranking[25]
| Stagione  | Ranking iniziale | Ranking finale |
| --------- | ---------------- | -------------- |
| 1989-1990 | Non classificato | 38             |
| 1990-1991 | 38               | 21             |
| 1991-1992 | 21               | 9              |
| 1992-1993 | 9                | 9              |
| 1993-1994 | 9                | 11             |
| 1994-1995 | 11               | 12             |
| 1995-1996 | 12               | 5              |
| 1996-1997 | 5                | 8              |
| 1997-1998 | 8                | 13             |
| 1998-1999 | 13               | 21             |
| 1999-2000 | 21               | 23             |
| 2000-2001 | 23               | 23             |
| 2001-2002 | 23               | 30             |
| 2002-2003 | 30               | 40             |
| 2003-2004 | 40               | 35             |
| 2004-2005 | 35               | 27             |
| 2005-2006 | 27               | 20             |
| 2006-2007 | 20               | 25             |
| 2007-2008 | 25               | 23             |
| 2008-2009 | 23               | 29             |
| 2009-2010 | 29               | 38             |
| 2010-2011 | 38               | 40             |
| 2011-2012 | 40               | 45             |
| 2012-2013 | 45               | 46             |
| 2013-2014 | 46               | 54             |
| 2014-2015 | 57               | 65             |
| 2015-2016 | Non classificato | 85             |
| 2016-2017 | 71               | 72             |
| 2017-2018 | Non classificato | 104            |
| 2018-2019 | 80               | 82             |
| 2019-2020 | Non classificato | 68             |
| 2020-2021 | 68               |                |

## Tornei vinti

### Titoli Non-Ranking: 6
| Titoli Ranking | Titoli Ranking | Titoli Ranking | Titoli Ranking |
| -------------- | -------------- | -------------- | -------------- |
| Competizione   | Anno           | Avversario     | Note           |
| British Open   | 1996           | John Higgins   | [ 3 ]          |

| Titoli Non-Ranking    | Titoli Non-Ranking | Titoli Non-Ranking | Titoli Non-Ranking |
| --------------------- | ------------------ | ------------------ | ------------------ |
| Competizione          | Anno               | Avversario         | Note               |
| King's Cup            | 1992               | James Wattana      |                    |
| Red & White Challenge | 1995               | John Parrott       | [ 26 ]             |
| Malta Grand Prix      | 1996               | Tony Drago         | [ 27 ]             |
| Scottish Masters      | 1997               | Alan McManus       | [ 16 ]             |
| Shoot-Out             | 2011               | Robert Milkins     | [ 17 ]             |

| World Seniors Tour         | World Seniors Tour | World Seniors Tour | World Seniors Tour |
| -------------------------- | ------------------ | ------------------ | ------------------ |
| Competizione               | Anno               | Avversario         | Note               |
| World Seniors Championship | 2012               | Tony Chappel       | [ 21 ]             |

## Finali perse

### Titoli Non-Ranking: 3
| Titoli Ranking      | Titoli Ranking | Titoli Ranking | Titoli Ranking |
| ------------------- | -------------- | -------------- | -------------- |
| Competizione        | Anno           | Avversario     | Note           |
| Campionato mondiale | 1995           | Stephen Hendry | [ 2 ]          |
| Grand Prix          | 1990           | Stephen Hendry | [ 7 ]          |
| Thailand Classic    | 1995           | John Parrott   | [ 28 ]         |
| Thailand Open       | 1997           | Peter Ebdon    | [ 29 ]         |

| Titoli Non-Ranking   | Titoli Non-Ranking | Titoli Non-Ranking        | Titoli Non-Ranking |
| -------------------- | ------------------ | ------------------------- | ------------------ |
| Competizione         | Anno               | Avversario                | Note               |
| Pontins Professional | 1994 - 1996        | Ken Doherty - Ken Doherty | [ 30 ] [ 31 ]      |

| World Seniors Tour         | World Seniors Tour | World Seniors Tour | World Seniors Tour |
| -------------------------- | ------------------ | ------------------ | ------------------ |
| Competizione               | Anno               | Avversario         | Note               |
| World Seniors Championship | 2013               | Steve Davis        | [ 32 ]             |

- Strachan Challenge: 1 (Evento 2 1993)